# Energía Positiva
Energía Positiva es el duodécimo disco de la banda vallisoletana de folk rock, Celtas Cortos, que se lanzó en septiembre de 2018.

## Lista de canciones[1]
1. Silencio.
2. Ataque con poesía.
3. Los dibujos de las nubes.
4. Vísteme despacio.
5. Cada día.
6. Tesoros perdidos.
7. Energía positiva.
8. Memoria de los ausentes.
9. Prende la mecha.
10. Hueco.
11. Zambo.
12. Soy yo.
13. Pregón para el pueblo.

## Ficha técnica[2]
El disco fue grabado y mezclado en los estudios Armando Records (Valladolid)  y Eldana (Dueñas, Palencia)
- Mezcla: Fernando Montesinos.
- Masterización:

Músicos
- Alberto García: Violín y trombón.
- Goyo Yeves: Saxo alto, saxo soprano y tin whistle.
- Chuchi Marcos: Bajo eléctrico.
- Jesús H. Cifuentes: Guitarras acústicas, eléctricas y voz.
- José Sendino: Guitarras eléctricas.
- Antón Dávila Flautas, gaitas y bouzuki.
- Diego Martín: Batería.

Colaboraciones

## Videoclips
El videoclip del primer sencillo, Silencio, fue estrenado el 20 de abril de 2018, fecha emblemática para la banda por la inauguración oficial de su calle en la capital pucelana.
El segundo videoclip corresponde a la canción Energía positiva, que da nombre al disco. El videoclip ha contado con la participación de cinco equipos vallisoletanos de distintos deportes: El BM Aula Cultural, la plantilla femenina del CPLValladolid Hockey, el Club de Rugby El Salvador, el BSR Valladolid y el Real Valladolid C.F.
El tercer videoclip corresponde a la canción Los dibujos de las nubes.
El cuarto videoclip grabado corresponde a la canción Cada día. Tiene dos versiones: la oficial y otra, cuya letra fue adaptada para la campaña Tu cuentas ¿me cuentas? que lucha contra el acoso escolar.
El quinto videoclip grabado corresponde a la canción Tesoros perdidos, publicada el 4 de marzo de 2019.